# Красненьке (Первомайський район)
Красне́ньке — село в Україні, у Кривоозерській селищній громаді Первомайського району Миколаївської області. Населення становить 1002 особи.

## Історія
Існує щонайменше з 1650 року. Зображено на «Спеціальній карті» Гійома де Боплана, яка вийшла в світ того року.
За місцевою легендою село отримало назву від подій гайдамацьких повстань проти феодально-кріпосницького гноблення. На випадок невдалих виступів повстанці готували схрони. Одне з таких місць вибрали на скелястому березі річки, який кожного літа покривався дикими червоними маками. У скелі був отвір і підземний лаз з виходом в урочище «Западня». Дотепер збереглася криниця, у якій переховували зброю і харчі. Гайдамаки називали це місце красним, від цього і найменували перше поселення.
На початку ХІХ ст. село залюднилось переселенцями з навколишніх сіл, у тому числі й єврейськими сім'ями. Мешканці спорудили на Південному Бузі чотири жорнові млини, євреї над берегом відкрили олійню, яку односельці називали від імені власника Симиною[джерело?].
Під час організованого радянською владою Голодомору 1932—1933 років померло щонайменше 339 жителів села.

## Населення

### Мова
Розподіл населення за рідною мовою за даними перепису 2001 року:
| Мова       | Відсоток |
| ---------- | -------- |
| українська | 97,9%    |
| російська  | 0,8%     |
| румунська  | 0,7%     |
| вірменська | 0,6%     |

## Відомі люди
- Лисаківський Володимир Юрійович (1991—2019) — старший матрос Збройних сил України, учасник російсько-української війни.
- Сікорський Роман (1997-2024) - десантник-розвідник,82 ДШБ Збройних Сил України,учасник російсько-української війни